# Мејблтон (Џорџија)
Мејблтон (енгл. Mableton) насељено је место без административног статуса у америчкој савезној држави Џорџија.

## Демографија
По попису из 2010. године број становника је 37.115, што је 7.382 (24,8%) становника више него 2000. године.
| Група             | 2000.          | 2010.          |
| Белци             | 17.165 (57,7%) | 14.090 (38,0%) |
| Афроамериканци    | 8.699 (29,3%)  | 14.660 (39,5%) |
| Азијати           | 417 (1,4%)     | 816 (2,2%)     |
| Хиспаноамериканци | 2.915 (9,8%)   | 6.864 (18,5%)  |
| Укупно            | 29.733         | 37.115         |